# Harpie (film)
Pour les articles homonymes, voir Harpie.
Pour plus de détails, voir Fiche technique et Distribution.
Harpie (Harpya) est un court métrage belge réalisé par Raoul Servais, sorti en 1979.

## Synopsis
Un soir, alors qu’il fait une petite promenade, un brave homme — façon bourgeois Belle Époque —, est témoin d'une agression. Il porte secours à la victime qui s’avère être une créature mi-femme mi-oiseau et la ramène chez lui.
Alors qu’il s’apprête à prendre son repas, sous l’œil goguenard de son perroquet, la harpie se montre de plus en plus menaçante et vorace. Il tente en vain de l’amadouer en partageant son repas, puis en diffusant de la musique. Terrorisé, il s’enfuit dans la rue où il croise d’autres figures ailées, une gargouille, un vol d’oiseaux et à nouveau la harpie elle-même, qu’il finit par agresser à son tour. Un passant intervient…

## Fiche technique
- Titre : Harpie
- Titre original : Harpya
- Réalisation : Raoul Servais
- Scénario : Raoul Servais
- Musique : Lucien Goethals
- Photographie : Raoul Servais, Walter Smets
- Société de production : Absolon Films
- Pays de production :  Belgique
- Langue originale : aucune (sonore sans dialogues)
- Genre : comédie, fantasyfantastique, horreur et thriller
- Format : couleur, 35 mm
- Durée : 9 minutes
- Date de sortie : mai 1979 (Festival de Cannes)

## Distribution
- Will Spoor : l’homme
- Fran Waller Zeper : la harpie
- Sjoert Schwibethus : l’agresseur

## Commentaires

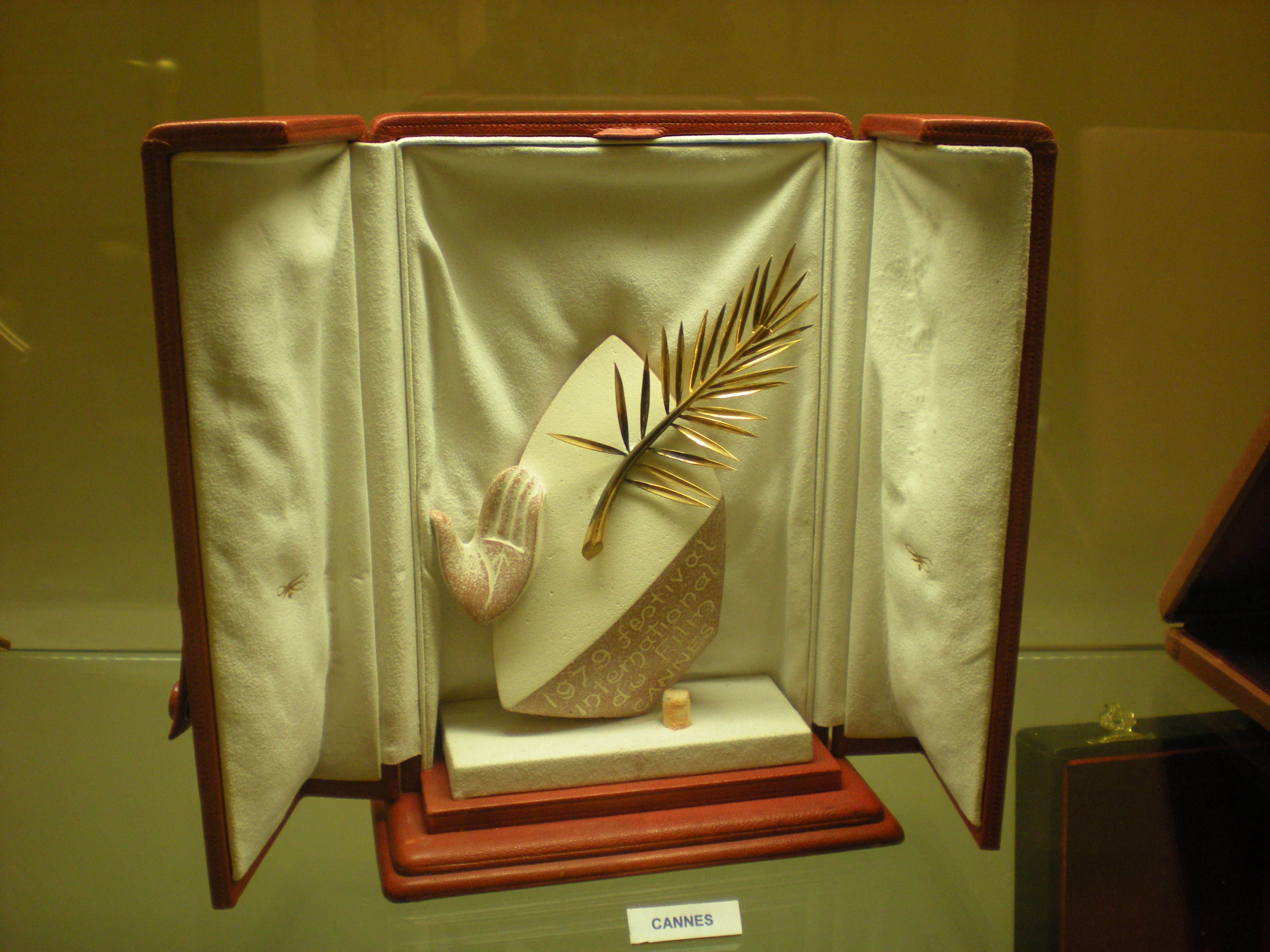
Palme d'or du court métrage au Festival de Cannes 1979 pour Harpya.

Cette parodie de film d’horreur associe prises de vues réelles et animation. L’incrustation des images d’acteurs dans les décors graphiques constitue une démarche classique aujourd’hui, mais elle restait très laborieuse lorsque les technologies numériques n’existaient pas.
Le cinéaste a innové alors en combinant papier découpé, projection frontale et multiplan. Par la suite il développera un procédé original. Selon Servais lui-même, on peut voir dans Harpya une archéologie de ce qu’on appellera la servaisgraphie.
Primé à Cannes, ce court métrage a fait l’objet de critiques très élogieuses et a sans doute encouragé le cinéaste à mettre en œuvre son projet de long métrage Taxandria, qui ne sortira cependant qu’en 1994.
La rapacité de la créature féminine a parfois fait taxer ce film de misogynie ce que dément Raoul Servais qui se défend aussi de toute intention philosophique.

## Distinctions
- 1979 : Palme d'or du court-métrage au Festival de Cannes
- 1980 : Élu comme l'un des 20 meilleurs films d'animation de tous les temps par la Critique internationale Cinématographique.